# Ulla Koch
Ursula „Ulla“ Koch (* 5. Juli 1955 in Dormagen) ist eine deutsche Trainerin im Geräteturnen. Von Mai 2005 bis September 2021 war sie DTB-Cheftrainerin der Frauen.

## Wirken
Ursula Koch begann eigentlich in der Leichtathletik. Paradedisziplin war das Kugelstoßen. Durch eine fehlerhafte Anmeldung beim TSV Bayer Dormagen begann sie als Turnerin und später auch als Übungsleiterin. Ihre eigentliche Trainerkarriere begann 1979 im Turnverein KTZ Bergisch Gladbach. Seit Beginn ihrer Tätigkeit betreute sie mehr als 50 deutsche Meisterschaften, neun Turnerinnen bei sieben Europameisterschaften, 13 Turnerinnen bei zehn Weltmeisterschaften und fünf Turnerinnen bei Olympischen Spielen zwischen 1992 und 2004. Von 1984 bis 1992 war sie außerdem Beauftragte für Nachwuchsarbeit im Bundesfachausschuss. 1986 wurde sie zur Trainersprecherin ausgewählt. 1992 wurde sie Vorsitzende des TK Kunstturnen der Frauen. Im Rheinischen Turnerbund war sie jahrelang Vizepräsidentin.
Am 20. März 2005 wurde sie vom Vorstand Spitzensport des Deutschen Turner-Bundes (DTB) als Koordinatorin für die deutsche Frauenauswahl eingesetzt. Im Mai des gleichen Jahres wurde sie zur Cheftrainerin der deutschen Turnerinnen und bekleidete in dieser Funktion Turnerinnen bei insgesamt drei olympischen Spielen. Sie wurde zusätzlich noch in die Trainerkommission, die vom Vorstand des Deutschen Olympischen Sportbundes (DOSB) einberufen.
Am 21. Januar 2020 wurde sie vom Internationalen Olympischen Komitee (IOC) mit dem Preis für ihr Lebenswerk als Turntrainerin ausgezeichnet. Ausgezeichnet wurde sie außerdem mit der Landessportmedaille von Nordrhein-Westfalen und dem DOSB Gleichstellungspreis 2016.
Am 24. September 2021 wurde sie vom DTB mit 66 Jahren in den Ruhestand verabschiedet.
Am 22. Oktober 2023 wurde Ulla Koch zur Präsidentin des Rheinischen Turnerbundes gewählt.
2024 und 2025 wurden Vorwürfe wegen verletzender Ansprachen von ehemaligen Turnerinnen gegen sie erhoben.

## Privatleben
Ursula Koch ist mit dem Turntrainer Dieter Koch, mit dem sie zusammen beim KTZ Bergisch Gladbach tätig war, verheiratet. Sie war Gymnasiallehrerin, bis sie sich beurlauben ließ, um sich auf ihre Trainertätigkeit zu konzentrieren.